# Борисов, Андрей (футболист)
Андрей Борисов (эст. Andrei Borissov; 1 августа 1969, Таллин) — советский и эстонский (негражданин) футболист, полузащитник, футбольный тренер. Выступал за национальную сборную Эстонии.

## Биография

### Клубная карьера
Воспитанник ДЮСШ Калининского района г. Таллина, тренер — Эдуард Вырк. В 1987 дебютировал во второй лиге СССР в составе таллинского «Спорта», также в начале карьеры несколько лет выступал за команды первенства Эстонской ССР среди КФК.
С 1992 года выступал в высшей лиге Эстонии в составе «Нормы», стал победителем двух первых сезонов чемпионата страны. В 1994 году перешёл в «Лантану», с которой также стал двукратным чемпионом Эстонии. С 1998 года в течение четырёх лет играл в Финляндии за «Яро». Вернувшись в Эстонию, присоединился к таллинскому ТФМК, за эту команду выступал семь лет и стал в 2005 году чемпионом страны.
С 2009 года выступал за клубы низших лиг, в большинстве из них был играющим тренером. Последний на данный момент официальный матч сыграл 20 мая 2017 года в возрасте 47 лет, выйдя на замену на последней минуте матча Эсилийги против «Тарваса».
В высшей лиге Эстонии сыграл 360 матчей и забил 72 гола. Всего за карьеру сыграл более 600 официальных матчей.

### Карьера в сборной
Дебютный матч за сборную Эстонии сыграл 20 февраля 1993 года против Финляндии. Всего за сборную провёл 14 матчей, все — в 1993 году.

### Тренерская карьера
С 2009 года был играющим тренером в клубах «Аякс Ласнамяэ» и «Инфонет», в обеих командах ассистировал Александру Пуштову. В 2012 году начал самостоятельную тренерскую карьеру в клубе «СК 10 Тарту». С 2014 года возглавляет ФК «Маарду ЛМ», с этой командой в 2015 году стал победителем Эсилийги В (второй дивизион), а в 2017 и 2018 годах — победителем Эсилийги А.

## Достижения
- Чемпион Эстонии (5): 1992, 1992/93, 1995/96, 1996/97, 2005
- Обладатель Кубка Эстонии (2): 2002/03, 2005/06
- Обладатель Суперкубка Эстонии (3): 1998, 2005, 2006
- Финалист Кубка Финляндии: 1999
- Чемпион Эстонской ССР среди КФК: 1989